# 極楽寺 (熊野市)
極楽寺（ごくらくじ）は、三重県熊野市木本町568にある曹洞宗の寺院。山号は瑞光山。熊野西国三十三箇所霊場三十三番札所。熊野大花火大会の起源は極楽寺で初精霊供養の松引き行事の柱松の花火として行われていたもの。

## 周辺
- 鬼ヶ城
- 鬼ヶ城センター
- 熊野古道 - 伊勢路
- 七里御浜
- 大泊海水浴場
- 松本峠
- 三重県立木本高等学校
- 熊野市立木本保育所